# Caetano de Melo de Jesus

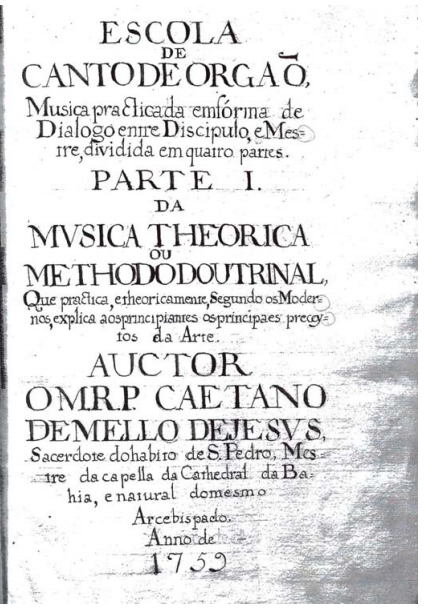
Capa do primeiro volume da Escola de Canto de Órgão

Caetano de Melo de Jesus (Arquidiocese de Salvador, ? - ?) foi um padre, compositor, maestro, e teórico musical brasileiro, ativo no século XVIII.  
Pouco se sabe sobre sua vida e sua atividade compositiva. Sobre sua formação também as informações são escassas, mas sabe-se que entre 1715 e 1717 estava estudando com Nuno da Costa e Oliveira, mestre de solfejo da Santa Casa de Misericórdia. Ordenado padre no hábito de São Pedro, foi mestre de capela da Sé de Salvador por mais de vinte e cinco anos, dominando a vida musical baiana em seu tempo, e autor de um importante tratado de música, Escola de Canto de Órgão (1759-1760). Vide nota:  Curt Lange o considerava o maior teórico musical das Américas e George Buelow disse que a ele cabe o lugar de um dos mais importantes músicos da primeira metade do século XVIII no Brasil.
Seu tratado, em dois volumes (de quatro prometidos pelo autor), foi enviado para Portugal para ser impresso mas nunca o foi, permanecendo em manuscrito. Era considerado perdido até que José Augusto Alegria o redescobriu nos anos 60 nos arquivos da Biblioteca Pública de Évora, e desde então tem sido estudado por vários musicólogos. Embora jamais publicado, é hoje tido como um dos mais notáveis trabalhos de teoria musical escritos em língua portuguesa de sua época, competindo com os de célebres musicólogos europeus, destacando-se pela sua extensão, abrangência enciclopédica e erudição "nos vários domínios do conhecimento que, partindo da base pedagógica do trivium e quadrivium, abarca virtualmente o conhecimento filosófico e humanístico disponível na época para um consumado Mestre de Capela catedralícia", como afirmou a pesquisadora Mariana de Freitas. Apenas um trecho do tratado foi publicado: o "Discurso Apologético", debatendo uma polêmica teórica que surgiu na Bahia em 1734 sobre o temperamento da escala musical. Uma edição integral está sendo preparada por José Maria Neves. Foi autor também de outra obra teórica, Tratado dos Tons, que foi perdida.
Embora não haja certeza, já lhe foi atribuída a autoria da mais antiga peça de música vocal profana já descoberta no Brasil, a Cantata Acadêmica Heroe, egregio, douto, peregrino, escrita em homenagem ao dignitário português José Mascarenhas e apresentada em 2 de julho de 1759 na Academia Brasílica dos Renascidos, da qual o padre era membro.